# Lucanus ibericus
Lucanus ibericus là một loài bọ cánh cứng trong họ Lucanidae. Loài này được Motschulsky mô tả khoa học năm 1845.